# Henrik (giám mục Phần Lan)
Henrik (tiếng Phần Lan: Henrik; tiếng Thụy Điển: Henrik; tiếng Latinh: Henricus; mất ngày 20 tháng 1 năm 1156) là một giáo sĩ người Anh sống vào thời Trung Cổ. Ông đến Thụy Điển cùng với Hồng y Nicôla Breakspeare vào năm 1153 và rất có thể đã được đặt làm tân Tổng giám mục Uppsala; tuy vậy phải đến năm 1164, sau khi nội chiến kết thúc, thì giáo phận Công giáo tại Thụy Điển mới được thành lập, và do đó Henrik đã được cử đi để thành lập Giáo hội Công giáo tại Phần Lan, nơi mà người Kito hữu đầu tiên xuất hiện từ khoảng hai thế kỷ trước.
Theo truyền thuyết, Henrik đến Phần Lan trong cuộc Thập tự chinh thứ nhất của Thụy Điển cùng với vua thánh Erik IX; ông đã chịu tử đạo và trở nên thánh quan thầy của Giáo hội Công giáo tại Phần Lan. Mặc dù vậy thì tính xác thực về những lời kể và thừa tác vụ của Giám mục Henrik vẫn còn là một chủ đề gây tranh cãi và người ta không tìm được một ghi chép lịch sử nào về ngày sinh, ngày mất và ngay cả sự tồn tại của ông.
Giám mục Henrik và Lalli, người nông dân đã giết ông, được coi là hai trong số những nhân vật quan trọng trong lịch sử Phần Lan thời kỳ sơ khởi. Ngày lễ kính Giám mục Henrik được kỷ niệm bởi Hội Thánh Tin Lành Luther Phần Lan cũng như bởi Giáo hội Công giáo. Ông được mừng kính theo lịch phụng vụ của một số nhà thờ thuộc Tin Lành Luther và thuộc Anh giáo.

## Truyền thuyết

### Vitavàmiracula
Bản Vita (truyền thuyết về đời sống) của Giám mục Henrik – được viết vào cuối thế kỷ 13, tức sau khi ông qua đời 150 năm – không cung cấp nhiều thông tin cụ thể về vị giám mục này. Ông được cho là một giám mục người Anh công tác tại Uppsala vào triều vua thánh Erik IX của Thụy Điển, khoảng giữa thế kỷ 12. Vua Erik và giám mục Henrik đã phải chiến đấu với dân Phần Lan ngoại đạo để giải quyết cái mà họ coi là một mối đe dọa. Sau khi chiếm được Phần Lan, làm phép rửa tội cho dân này và xây dựng nhiều nhà thờ, vị vua chiến thắng trở về Thụy Điển và để Henrik ở lại xứ Phần Lan, nguời muốn được sống đời thuyết giáo hơn là được làm một vị giám mục cao trọng.
Truyền thuyết trên kết lại bằng sự kiện giám mục Henrik xử phạt một kẻ sát nhân theo giáo luật. Người này trở nên giận dữ và đã giết vị giám mục và Henrik trở thành một vị tử đạo.
Truyền thuyết cũng nhấn mạnh rằng Henrik là Giám mục giáo phận Uppsala, nhưng không phải là giám mục Phần Lan. Tuy vậy về sau thì giáo hội Phần Lan đã coi Henrik là giám mục Phần Lan theo truyền thống. Henrik đã ở lại xứ Phần Lan vì lòng thương cảm đối với người dân nơi đây, nhưng ông chưa từng được tấn phong giám mục Phần Lan. Truyền thuyết cũng không cho biết trước Henrik đã có một vị giám mục nào ở Phần Lan hay chưa và chuyện gì xảy ra sau khi Henrik qua đời; nó cũng không nhắc tới nơi an táng của Henrik tại Phần Lan. Bản   Vita không hàm chứa bất kỳ một thông tin cụ thể nào về Phần Lan và do đó nó có thể đã được khởi tạo ở bất kỳ nơi nào trên Trái Đất. Tuy nhiên lời văn tiếng Latinh trong bản Vita có tính kinh viện và ngữ pháp của nó nhìn chung là xuất sắc.

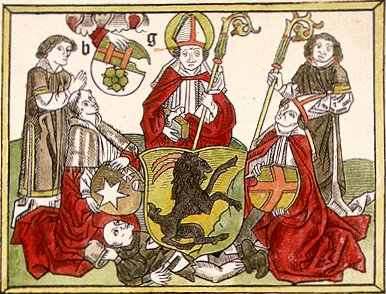
Giám mục Henrik (ở giữa) đứng cùng các giám mục kế nhiệm, tranh vẽ trong sách lễ Missale Aboense.

Một tài liệu khác theo sau Vita là miracula, một danh sách mang tính địa phương ghi lại 11 phép lạ mà nhiều người được cho là đã cảm nghiệm vào các thời điểm sau khi giám mục Henrik qua đời. Hầu hết các phép lạ dường như đều diễn ra tại Phần Lan, ngoại trừ phép lạ cho rằng một linh mục ở Skara, Thụy Điển đã bị đau bụng sau khi chế giễu giám mục Henrik. Các phép lạ khác được liệt kê trong Kinh cầu Giám mục Henrik là:
1. Kẻ sát nhân bị lột da đầu sau khi đội mũ mitre của giám mục
2. Ngón tay của Giám mục được tìm thấy vào mùa xuân năm tiếp theo
3. Một em trai được ơn sống lại ở Kaisala
4. Một em gái được ơn sống lại ở Vehmaa
5. Một người nữ bị ốm đau được lành ở Sastamala
6. Một tu sĩ dòng thánh Phanxicô là Erlend được chữa lành cơn đau đầu
7. Một người nữ bị mù được thấy lại ở Kyrö
8. Một người nam bị liệt một bên chân được lành ở Kyrö
9. Một em gái bị ốm được lành
10. Một nhóm ngư dân người Kokemäki được ơn vượt qua một cơn bão

Phần lớn các dị bản truyền thuyết về giám mục Henrik chỉ bao gốm một vài phép lạ trong số các phép lạ kể trên.

### Sự khuếch trương truyền thuyết

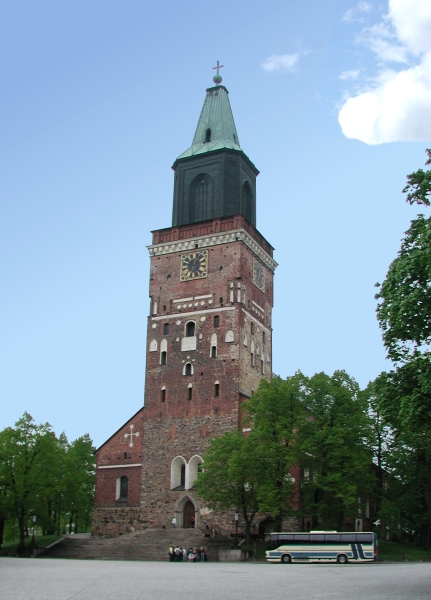
Nhà thờ chính tòa Turku là trung tâm của lòng sùng kính giám mục Henrik

Giám mục Henrik và cuộc thập tự chính đến Phần Lan là một bộ phận trong truyền thuyết về vua Erik IX. Phần phụ lục của bộ luật Västgötalagen, nơi có ghi lại một đoạn ngắn về những việc làm đáng nhớ của vua Erik IX, lại không có nhắc đến giám mục Henrik hay cuộc thập tự chinh. Hai khái niệm này được phát hiện lần đầu tiên trong một truyền thuyết về vua Erik có niên đại từ năm 1344. Dựa vào sự tương đồng về mặt sự kiện thực tế và cách diễn đạt các sự kiện chung của hai bản văn, ta có thể chỉ ra rằng một trong hai bản văn truyền thuyết là nguyên mẫu của bản văn còn lại. Nhiều nguồn cho rằng truyền thuyết về giám mục Henrik được viết vào thập niên 1280, muộn nhất là vào thập niên 1290, vì nhà thờ chính tòa Turku được cung hiến vào năm 1300 và hài cốt của vị giám mục được dời từ Nousiainen về đây.

#### Vắng bóng trong các văn thư cổ
Tuy nhiên ngay cả vào cuối thập niên 1470, cuộc thập tự chinh đến Phần Lan cũng không được nhắc tới trong biên niên sử Thụy Điển Chronica regni Gothorum, viết bởi kinh sĩ Ericus Olai thuộc nhà thờ chính tòa Uppsala.
Một diễn biến đáng chú ý trong quá trình khuếch trương của truyền thuyết thánh Henry là sự kiện Giám mục Johan (1286–1289), giám mục đầu tiên được bầu theo giáo luật của giáo phận Turku và là một người gốc Ba Lan, được bầu làm Tổng giám mục Uppsala vào năm 1289, sau ba năm tại vị ở Turku. Trong khi đó, các giám mục tiền nhiệm của Phần Lan là Bero, Ragvald và Kettil đều được tuyển chọn cách đương nhiên bởi vua Thụy Điển. Cùng thời điểm với sự kiện bổ nhiệm Tổng giám mục trên là sự kiện vua Thụy Điển phong em của mình làm Công tước Phần Lan vào năm 1284, điều làm trở ngại đối với thẩm quyền duy nhất của vị Giám mục đối với tất cả các vấn đề địa phương. Giám mục Johan được kế vị bởi Giám mục Magnus (1291–1308), một người được sinh ra tại Phần Lan.
Một văn kiện được viết vào năm 1291 của kinh sĩ đoàn giáo phận không hề nhắc đến Giám mục Henrik mặc dù bản văn này nhiều lần nhắc đến nhà thờ chính tòa và việc bầu cử giám mục mới. Tông thư năm 1292 của Giáo hoàng Nicôla IV nêu rõ Đức Trinh Nữ Maria là thánh quan thầy duy nhất của giáo phận Turku.